# Le Thuit
Le Thuit è un comune francese di 135 abitanti situato nel dipartimento dell'Eure nella regione della Normandia.

## Società

### Evoluzione demografica
Abitanti censiti